# Sharon Conley
Sharon Conley, auch Sharon Morris genannt, (* 29. Juni 1971 in New York) ist eine US-amerikanische Schauspielerin.

## Leben
Einen ihrer ersten Filmauftritte absolvierte Conley 2008 in Gina Prince-Bythewoods preisgekrönten Drama Die Bienenhüterin, in dem sie die Violet verkörperte. Es folgten zahlreiche weitere Rollen in Film- und Fernsehproduktionen, zu denen die Rhonda in Aimee Lagos’ ausgezeichneten Thriller 96 Minuten (2011) sowie mehrere wiederkehrende Charaktere in verschiedenen Fernsehserien gehören. Hierzu zählen ihre Rollen Richterin Donna Stanton in der Dramedy Drop Dead Diva (2010–2013), Sally in der Seifenoper If Loving You Is Wrong (2014–2015), D.A. Sondra Person in der Dramaserie Rectify (2013–2016) und Assistant United States Attorney Karen Izzo in der Krimiserie Navy CIS: New Orleans (2015–2018). Im Jahr 2018 war sie in Kelly O’Neals Filmkomödie Gilda Sue Rosenstern: The Motion Picture! als Ms. Crab Cake zu sehen.
Conley ist mit dem Filmschaffenden David Martyn Conley verheiratet, mit dem sie einen Sohn hat.

## Filmografie
- 2008: Grapes on a Vine
- 2008: Die Bienenhüterin (The Secret Life of Bees)
- 2009: Blind Side – Die große Chance (The Blind Side)
- 2010: D.N.R. (Kurzfilm)
- 2010: Detroit 1-8-7 (Fernsehserie, eine Folge)
- 2010: Stichtag (Due Date)
- 2010: Marry Me (Miniserie, eine Folge)
- 2010: Caitlin – Mein Geist der Weihnacht (Christmas Cupid, Fernsehfilm)
- 2010–2012: Army Wives (Fernsehserie, 3 Folgen)
- 2010–2013: Drop Dead Diva (Fernsehserie, 4 Folgen)
- 2011: Green Lantern
- 2011: Single Ladies (Fernsehserie, 3 Folgen)
- 2011: Dr. Dani Santino – Spiel des Lebens (Necessary Roughness, Fernsehserie, eine Folge)
- 2011: Teen Wolf (Fernsehserie, 2 Folgen)
- 2011: 96 Minuten (96 Minutes)
- 2011: Meet the Browns (Fernsehserie, eine Folge)
- 2011: Homeland (Fernsehserie, eine Folge)
- 2011: Partners (Fernsehfilm)
- 2011: Criminal Behavior (Fernsehfilm)
- 2012: Die Tribute von Panem – The Hunger Games (The Hunger Games)
- 2012: The Lucky One – Für immer der Deine (The Lucky One)
- 2012: Firelight (Fernsehfilm)
- 2012: Was passiert, wenn’s passiert ist (What to Expect When You’re Expecting)
- 2012: Das wundersame Leben von Timothy Green (The Odd Life of Timothy Green)
- 2012: Marriage Pressure Points (Fernsehserie, eine Folge)
- 2012: Ein tolles Leben (Arthur Newman)
- 2013: Timing (Kurzfilm)
- 2013–2016: Rectify (Fernsehserie, 12 Folgen)
- 2014: Endless Love
- 2014: The Good Lie – Der Preis der Freiheit (The Good Lie)
- 2014: Constantine (Fernsehserie, eine Folge)
- 2014–2015: If Loving You Is Wrong (Fernsehserie, 5 Folgen)
- 2015–2018: Navy CIS: New Orleans (NCIS: New Orleans, Fernsehserie, 5 Folgen)
- 2016: The Boss
- 2016: Survivor’s Remorse (Fernsehserie, eine Folge)
- 2017: Greenleaf (Fernsehserie, eine Folge)
- 2017: Barry Seal: Only in America (American Made)
- 2018: Father’s Day (Kurzfilm)
- 2018: Gilda Sue Rosenstern: The Motion Picture!
- 2019: Burying Mitchell (Kurzfilm)
- 2022: Candy: Tod in Texas (Candy, Fernsehserie, 5 Folgen)